# سر هراکلیا
سر هراکلیا (انگلیسی: Herakleia head) سردیسی از یک ساتراپ (و شاید شاه) احتمالی هخامنشی در آناتولی در اواخر قرن ششم قبل از میلاد مسیح است که در هراکلیا، در بیتینی (ترکیه امروزی) پیدا شده است. این سر هم‌اکنون در موزه تمدن‌های آناتولی در آنکارا نگهداری می‌شود.

## نگاه کلی
مردی که در این مجسمه به تصویر کشیده شده است، احتمالاً یک ساتراپ در زمان داریوش بزرگ بوده است. این مرد در خدمت شاهنشاهی هخامنشی ریش و سبیل دارد، اما احتمالاً به جای ایرانی بودن یک یونانی از آناتولی بوده است. این مجسمه از جنس مرمر است و احتمالاً توسط یک مجسمه‌ساز یونانی ساخته شده است. این مجسمه به حدود ۵۳۰ سال قبل از میلاد یا دست کم یونان کهن نسبت داده شده است.
سر هراکلیا به عنوان یکی از اولین نمونه‌های تلاش برای ساخت پرتره با شباهت واقعی شناخته می‌شود. این پرتره شرقی با سبک کاملاً ایونی در یونان کهن، یکی از دو پیش‌درآمد شناخته شده از پرتره‌های یونانی موجود است، همراه با سر سابوروف. این اثر با سر صبورف از تقریباً همان دوره قابل مقایسه است. این تک‌چهره‌های تقریباً شبیه به فرد زنده اجازه می‌دهند تا بتوان تاریخ بسیار قدیمی‌تری برای سرآغاز هنر ساخت پرتره نسبت به آنچه که قبلاً تصور می‌شد تعریف کرد. اولین پرترهٔ حقیقتاً فردی، اغلب پرتره تمیستوکلس از ۴۷۰ سال پیش از میلاد در نظر گرفته می‌شود. در سکه‌شناسی نیز، اولین پرتره‌های حکام با سکه‌های تمیستوکلس به عنوان حاکم ماگنسیا ظاهر می‌شوند، و در اواخر قرن ۵ قبل از میلاد با حکام لیکیه ادامه می‌یابند.
سر هراکلیا همچنین یک شاخص مهم برای به تصویر کشیدن ساتراپ‌ها در این دوره است. به‌ویژه، ژنرال تبعید شدهٔ آتنی، تمیستوکلس، که ساتراپ هخامنشی ماگنسیا شد، دیده می‌شود که یک کلاه تنگ با تاج گل زیتون بر روی برخی از سکه‌های خود (حدود ۴۶۵–۴۵۹ قبل از میلاد) به تن (سر) دارد. این تصویر احتمالاً نشانگری از پوشش سر ساتراپ‌های هخامنشی است، مانند آنچه در سر هراکلیا دیده می‌شود.

## نگاره‌ها

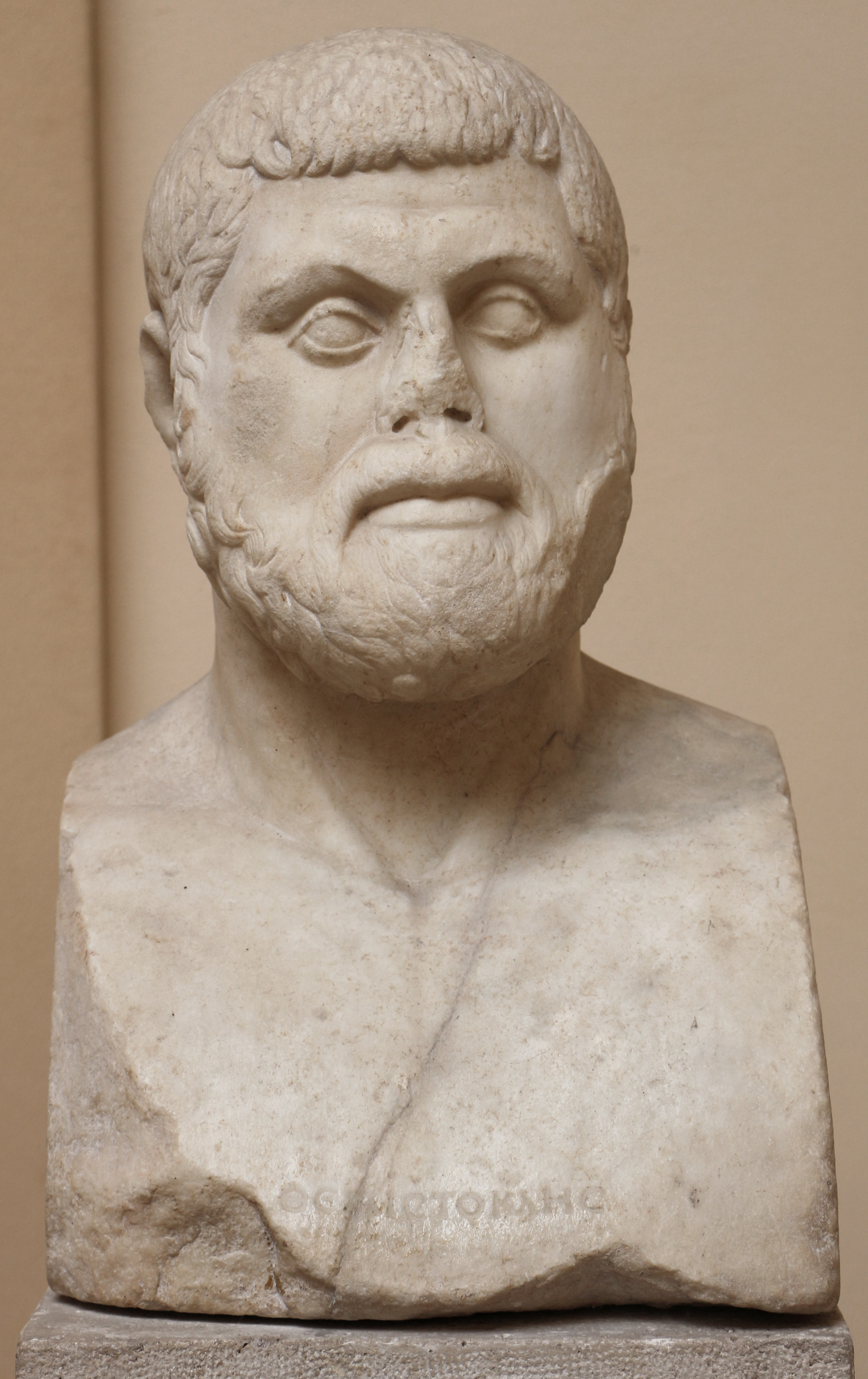
نیم‌تنه تمیستوکلس به سبک هنر دوره کلاسیک یونان. این مجسمه بر اساس یک مجسمه یونانی از دوران امپراتوری روم ساخته شده است. مجسمه اصلی که قدمت آن به حدود ۴۷۰ قبل از میلاد می‌رسد، به عنوان «اولین پرتره واقعی از یک فرد اروپایی» شناخته می‌شود.
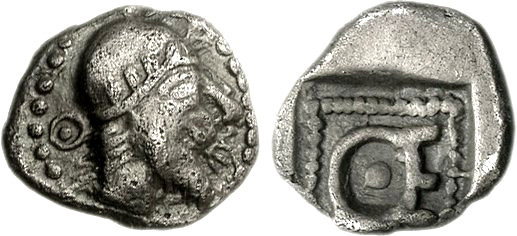
سکهٔ تمیستوکلس به عنوان ساتراپ ماگنسیا، که در آن او با یک کلاه تنگ و تاج‌گل زیتون دیده می‌شود، شبیه پوشش سر ساتراپ هراکلیا.